# Кредитование в России
Кредитование стало одним из ключевых и вместе с тем одним из самых спорных моментов развития экономики России. Получив некоторое развитие в эпоху Российской империи, кредитование, равно как и связанная с ним банковская система, претерпело существенные изменения в эпоху командно-административной экономики советской эпохи. Однако после формального восстановления рыночных отношений в начале 90-х годов, экономике понадобилось несколько лет для восстановления современных моделей кредитования, часть которых по-прежнему вызывает дискуссии и нарекания в силу своего несовершенного характера.

## Развитие кредитования
Частная банковская система России получила стимул к развитию в начале 90-х. Однако на протяжении нескольких лет кредитование как юридических, так и частных лиц было затруднено крайне высокими темпами инфляции, сокращением ВВП, массовым оттоком капитала за рубеж, слабым потребительским спросом населения и другими факторами. Кредитование было элитной, а не массовой услугой банковского сектора 90-х годов.

## Проблемы
Массовый характер кредитование приобрело с середины 2000-х когда в стране значительно снизилась инфляция; получили развитие ипотека и автокредит. До  2009 года динамично развивались все сектора кредитования. После  значительно сократились темпы роста кредитования корпоративного сектора существенно снизилась при том что рост потребительских кредитов остался на высоком уровне. Оба эти фактора часто рассматриваются в отрицательном ключе: низкие темпы роста корпоративного кредитования тормозят технологическую модернизацию российских компаний, а высокие темпы роста микрокредитов приводят к росту плохих долгов, а также стимулируют рост доли импорта во внешнеторговом обороте страны. Некоторые зарубежные рейтинговые агентства выражают беспокойство тем что даже после кризиса 2009 года кредитная нагрузка населения продолжает расти в несколько раз быстрее, чем ВВП страны, а следовательно и реальные доходы населения. Так, в 2012 году микрокредитование выросло в России почти на 39,3% при росте экономики на 3,4%. В результате долговая нагрузка на доходы домохозяйств увеличилась с 10-11% доходов в 2007-2008 годах до 14% в 2012 году и, наконец, достигла 17% в 2013 году. Несмотря на это, по сравнению с большинством развитых и даже многими развивающимися странами, население России характеризуется одним из самых низких уровней отношения долга домохозяйств к ВВП — менее 13% по данным за май 2013. Последнее объясняется тем что многие россияне получили фактически бесплатное жильё от государства в ходе приватизации 1990-х годов. В то же время, большинство граждан капиталистически ориентированных стран такой возможности не имели и до сих пор расплачиваются по ипотекам 30-40-летней давности.
В настоящее время самым насущным вопросом российского кредитования всех направлений являются относительно высокие процентные ставки выплат по кредитам.